# Кропивницький іподром
Кропивницький іподро́м — іподром у Кропивницькому.

## Історія
На сучасному місці іподром було відкрито 1969 року. Створено його було для проведення кінних перегонів. На початку 1990-тих років перегони перестали проводитися, тимчасове поновлення відбулося у другій половині десятиліття.

## Опис
Скакове коло іподрому становить два кілометри, воно є найбільшим в Україні, для порівняння на Київському іподромі скакове коло становить 1 800 метрів. Трибуну для іподрому не було збудовано.

## Сучасність
При іподромі діє кінноспортивна школа, зареєстровано кінноспортивний комплекс «Княжий двір». Проводяться заняття з верхової їзди аматорів та професіоналів. Проводиться підготовка наїздників з конкуру

## Розташування
Іподром знаходиться на південній околиці міста, в місцевості Масляниківка, за адресою — вулиця Бобринецький шлях, 207.